# Olaus Nicolaissen
Olaus Martens Nicolaissen, född den 27 december 1846 i Øksnes, död den 1 februari 1924 i Tromsø, var en norsk arkeolog och museiman. 
Nicolaissen blev 1873 lärare i Tromsø, där han från 1882 var föreståndare för museets fornsakssamling och från 1886 stadsbibliotekarie. Nicolaissen gjorde omfattande arkeologiska undersökningar i norra Norge samt författade bland annat Sagn og eventyr fra Nordland (I, 1879; II, 1887), Fra Nordlands fortid. Sagn og historie (1889) samt uppsatser i de av Foreningen til de norske fortidsmindesmerkers bevaring utgivna berättelserna.